# 里斯科
里斯科，是西班牙埃斯特雷马杜拉巴达霍斯省的一个市镇。总面积40平方公里，总人口214人（2001年），人口密度5人/平方公里。

## 地理位置
位於加爾利托斯和桑克蒂-斯皮里圖斯之間。

## 歷史
1594年曾屬特魯希略省火地群島的一部分。
此區為埃斯特雷馬杜拉地區的憲政城市。自1834年起，被納入Puebla de Alcocer行政區。